# 그로스뮌스터

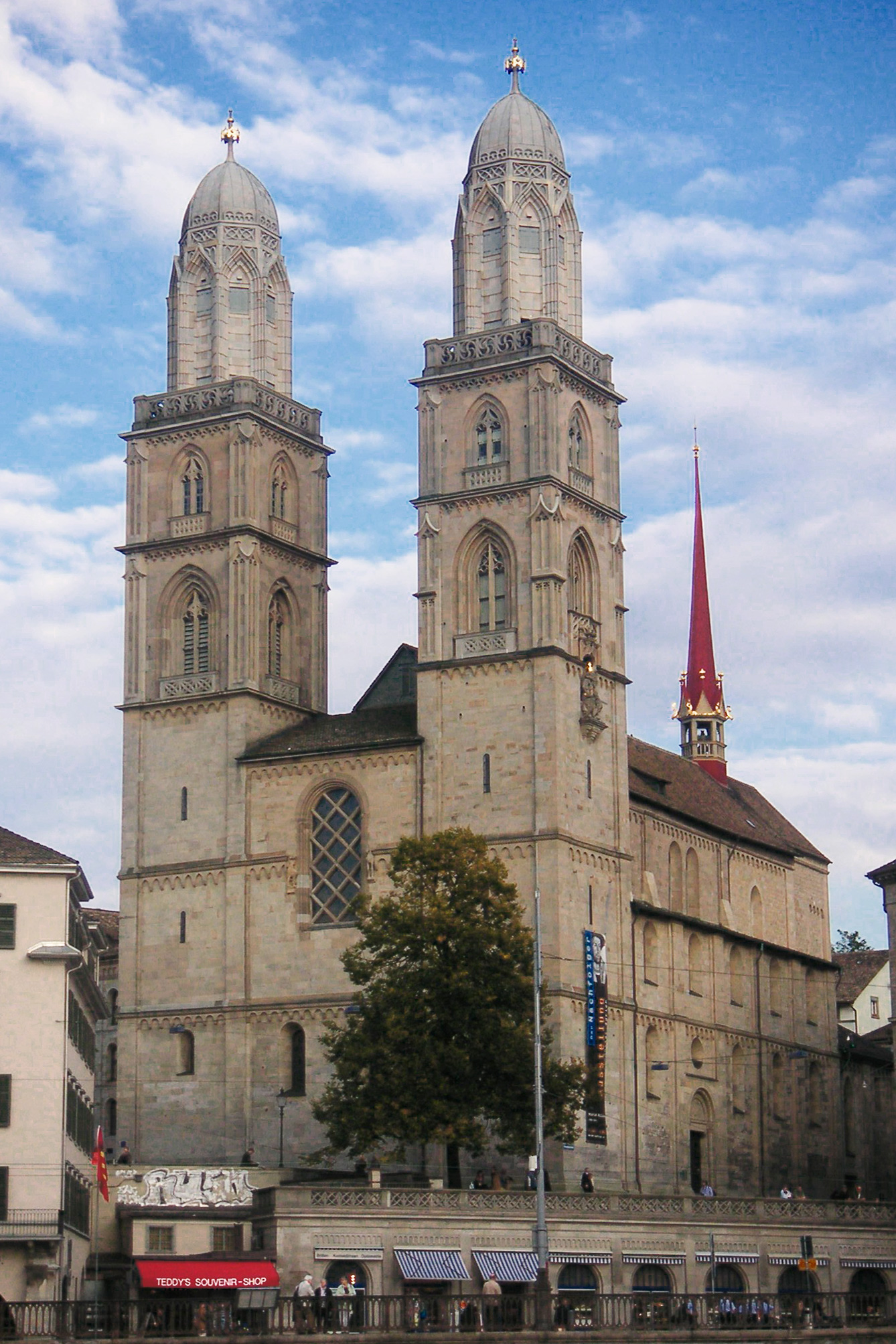
그로스뮌스터

그로스뮌스터(독일어: Grossmünster)는 서기 1100년부터 1200년에 걸쳐서 건축된 스위스 최대의 로마네스크 양식 서원으로 칼 대제에 의해서 건축된 교회당 자리에 세워졌다. 지하 및 교회의 강변 쪽 창가에 칼 대제상이 있다.
스위스의 종교개혁가 울리히 츠빙글리가 임종 때까지 이곳에서 설교를 하였다 하여, 종교 개혁의 어머니 교회로 일컬어지기도 한다. 꼭대기의 쌍둥은 고딕식 탑으로 취리히의 상징물 중의 하나이다.

## 역사적 의미

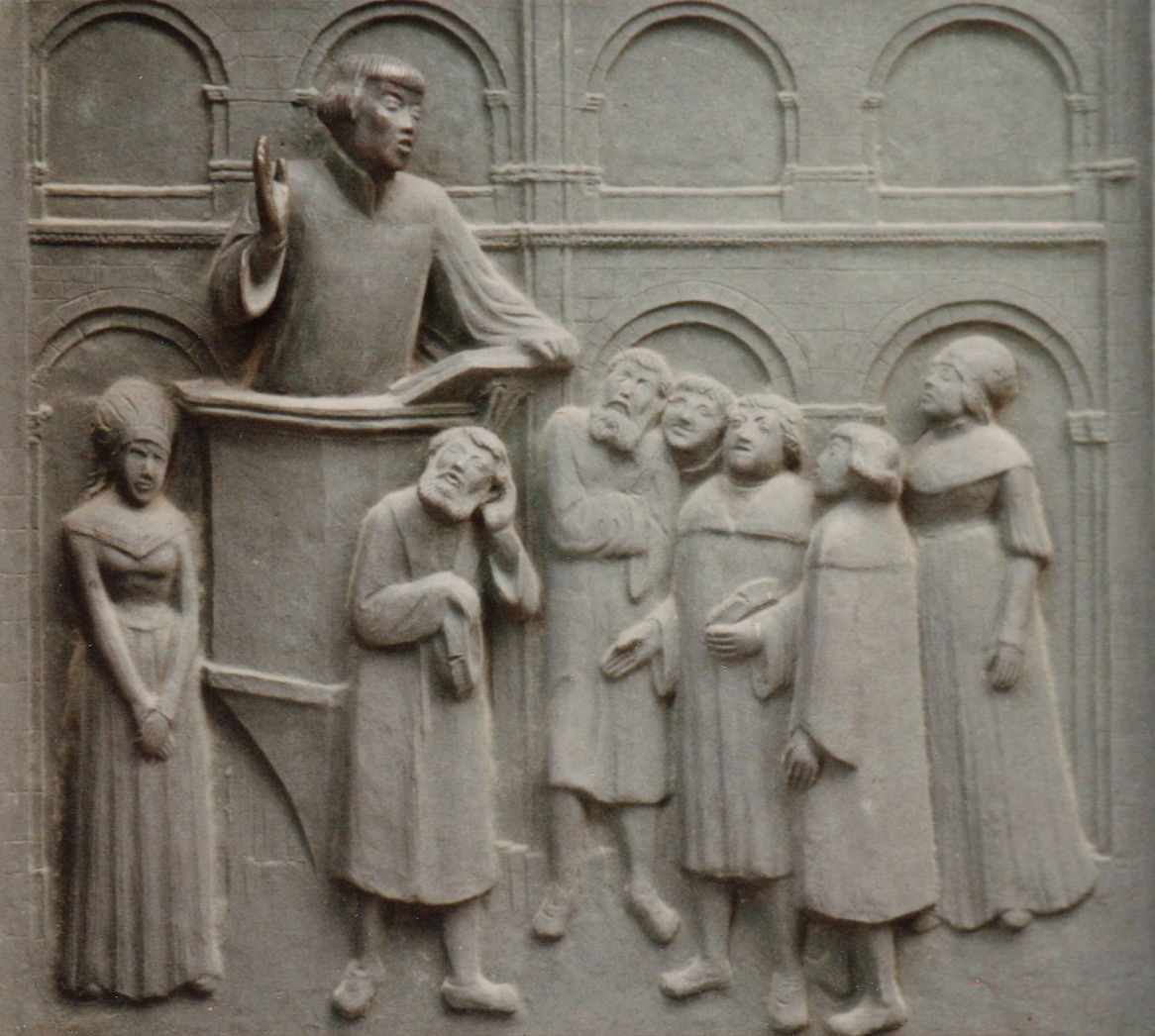
오토 뮌히(1935)의 청동문 위의 츠빙글리

울리히 츠빙글리는 1520년부터 그로스뮌스터의 목회 사무실에서 스위스의 스위스-독일 종교 개혁을 시작했다. 츠빙글리는 1523년 총독이 주재한 일련의 논쟁에서 승리하였고, 결국 지방 민간 당국은 교회와 교황의 분리를 승인하였다. 츠빙글리가 시작하고 그의 후임자인 하인리히 불링거가 계속한 개혁, 교회의 평범한 내부를 설명한다. 우상파괴 개혁가들은 1524년에 오르간과 종교 조각상을 제거했다. 이러한 변화에는 사순절의 포기, 미사 대체, 독신 거부, 금식일에 육식, 성경 구절을 7년 신약 주기로 대체, 교회 음악 금지 및 기타 중요한 개혁으로 인해 이 교회는 종교 개혁의 역사와 스위스-독일 종교 개혁의 발상지에서 가장 중요한 장소 중 하나가 되었다.

## 매장
- 콘라트 게스너
- 피터 버미글리
- 펠릭스와 레굴라

## 건축물

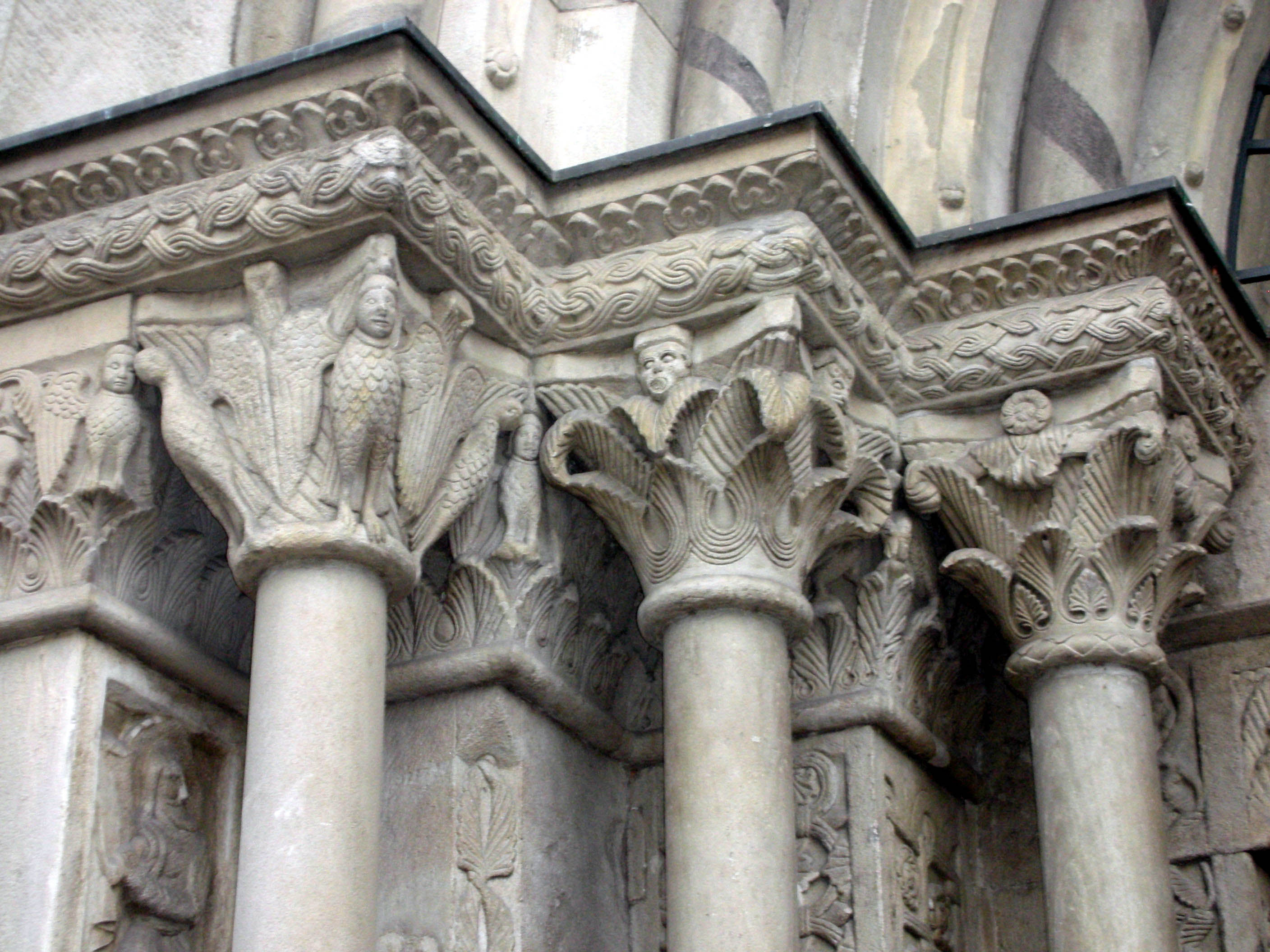
웅장한 남쪽 입구에 기괴한 기괴함이 있는 기둥

그로스뮌스터의 쌍둥이 건물은 아마도 취리히에서 가장 잘 알려진 랜드마크일 것이다. 건축학적으로 교회는 스타일이 로마네스크 양식으로 간주 되어 제국 로마 건축 이후 최초의 범유럽 건축 경향의 일부이다. 로마네스크 건축 양식을 유지하면서 그로스뮌스터는 수도를 장식하는 그로테스크한 중세 기둥이 특징인 멋진 조각 포털을 제공한다. 로마네스크 양식의 지하실은 11세기와 13세기로 거슬러 올라간다.
볼링거 샌드스타인이 이 건설에 참여했었다. 두 개의 탑은 1487년에서 1492년 사이에 처음 세워졌다. 원래는 높은 나무 첨탑이 있었는데, 1763년 화재로 소실되었으며, 현재의 신고딕 양식의 탑이 추가되었다(1787년 완성). 리하르트 바그너는 교회의 외관을 두 개의 후추 디스펜서의 모습으로 조롱한 것으로 알려져 있다. 이 교회는 현재 1932년에 추가된 스위스 예술가 아우구스토 자코메티의 현대적인 스테인드글라스 창문을 갖추고 있다. 북쪽과 남쪽 입구의 화려한 청동 문은 1935년과 1950년에 오토 뮌히가 추가했다.
교회에는 회랑에 종교 개혁 박물관이 있다. 회랑의 별관에는 취리히 대학교의 신학 학교가 있다.